# Honor ponad wszystko
Honor ponad wszystko (tyt. oryg. Echoes of Honor) – ósmy tom cyklu Davida Webera o Honor Harrington, wydany w 1998 roku przez Baen Books i opublikowany w Polsce w roku 2001.
Akcja powieści dzieje się kilka tygodni po zakończeniu W rękach wroga i pokazuje skutki wydarzeń z poprzedniego tomu. Obejmuje najdłuższy w serii przedział czasowy: dwa lata. Książka jest podzielona na sześć części: części pierwsza, trzecia i piąta opisują wojnę między Gwiezdnym Królestwem a Ludową Republiką, podczas gdy części parzyste przybliżają losy Honor Harrington i pozostałych ocalałych z Tepesa.

## Fabuła
Do państw Sojuszu dociera nagranie z egzekucji Honor Harrington, przeprowadzonej w Ludowej Republice Haven. Wywołuje ono szok u mieszkańców Królestwa i wściekłość Graysonian, którzy przysięgają zemstę za śmierć ich uwielbianej patronki. Podczas gdy państwo Harrington opłakują śmierć córki, admirał Alexander obwinia o nią siebie. Żadna ze stron nie wie jednak, że Honor żyje, a nagranie sfingowano, by zatuszować jej ucieczkę z okrętu służb bezpieczeństwa PNS Tepes, a także śmierć sekretarz ds. propagandy Ludowej Republiki, Cordelli Ransom. W Manticore rozpoczynają się testy nowej technologii, która może zapewnić zwycięstwo nad Haven.
Tymczasem na więziennej planecie Hades ocalali z Tepesa starają się znaleźć sposób na ucieczkę z niej. Jedynym możliwym rozwiązaniem jest przejęcie planetarnej bazy Ludowej Republiki i porwanie następnego okrętu, który przyleci do systemu. Plan wydaje się niewykonalny, dopóki Manticoranie nie odkrywają obozu więziennego, którego mieszkańcy chcą im pomóc. Rozpoczyna się wyzwolenie Hadesu i wszystkich jego więźniów.

## Główne postaci

### Hades
- Honor Harrington – komodor Królewskiej Marynarki i admirał Marynarki Graysona, uznawana za jednego z najzdolniejszych dowódców swojego pokolenia. Jej zwycięstwa w poprzednich powieściach doprowadziły do wykształcenia się w Ludowej Marynarce strachu przed nią, co spowodowało sfingowanie materiału o jej śmierci. W wyniku wydarzeń W rękach wroga straciła jedno oko i rękę poniżej łokcia.
- Nimitz – treecat towarzyszący Honor, posiadający zdolność odczytywania emocji innych. W dzieciństwie „adoptował” Honor, łącząc się z nią mentalną więzią, przez co oboje mogą odczuwać siebie nawzajem. Wydarzenia W rękach wroga pozostawiły go ze złamanymi biodrami, z czego leczy się przez znaczną część powieści. Nie jest w stanie mówić, uwielbia jednak bawić innych. Hedonista.
- Warner Caslet – były oficer Ludowej Marynarki, obecnie dezerter. Po tym, jak Honor potraktowała go po schwytaniu, darzył ją wielkim szacunkiem, przez co nie potrafił pogodzić się z jej traktowaniem na pokładzie Tepesa. Gdy postawiono przed nim wybór między śmiercią a ucieczką, wraz z mantykorańczykami, wybrał ucieczkę. Jest jednak patriotą i przez znaczną część książki nie jest pewny, po której stronie stoi.
- Jesus Ramirez – były oficer Marynarki San Martin, systemu planetarnego z bezpośrednim połączeniem z Manticore, podbitego przez Haven około czterdziestu lat przed rozpoczęciem cyklu. Od tamtego czasu był przetrzymywany na Hadesie w obozie o zaostrzonym rygorze, tak zwanym Inferno. Uchodzi tam za przywódcę. Ojciec Tomasa Ramireza, znajomego Honor, znanego z powieści Honor królowej.
- Harriet Benson – jedna z więźniów obozu Inferno na planecie Hades. Przed uwięzieniem była oficerem we flocie systemu Pegasus, który to system został później wchłonięty przez Ludową Republikę. Do Inferno trafiła, gdy zapobiegła zabraniu przez SB jednej z kobiet z obozu, w którym wówczas się znajdowała. Jest pierwszym więźniem Inferno, z którym kontaktuje się Honor[2].

### Gwiezdne Królestwo Manticore
- Hamish Alexander – admirał Królewskiej Marynarki, earl White Haven, dowódca Ósmej Floty, łączącej jednostki Graysona i Manticore. W Królestwie uchodzi za najzdolniejszego z jego dowódców, a sztab Królewskiej Marynarki często zwraca się do niego o radę. Konserwatysta w zakresie uzbrojenia, jest zwolennikiem prowadzenia wojny szarpanej niż otwartego ataku. Obwinia się o śmierć Honor.
- Thomas Caparelli – admirał Królewskiej Marynarki pełniący funkcję Pierwszego Lorda Przestrzeni, dowódcy Królewskiej Marynarki. Uchodzi za powolnego w myśleniu. Sam siebie uważa za niezbyt sprytnego, przez co raz na jakiś czas musi prosić o pomoc Alexandra, czego nie lubi. Jest jednak dobrym organizatorem.
- Alice Truman – kapitan Królewskiej Marynarki, dowódczyni HMS Minotaur, pierwszego lotniskowca Manticore. Zna Honor od lat, wcześniej pojawiła się w powieściach Honor królowej i Honor na wygnaniu. Jej rodzina od wielu pokoleń służy w Królewskiej Marynarce, co zaszczepiło w Truman silne poczucie obowiązku.
- Allison Ramirez y Chou-Harrington – matka Honor, uznany genetyk. Pochodzi z Beowulf, systemu połączonego bezpośrednio z Manticore. Udaje kokietę, uwielbia powodować skandale, choć nigdy nie zdradziła swojego męża. Po „śmierci” Honor przebywa na Graysonie, gdzie kieruje kliniką badań genetycznych, stworzoną przez jej córkę[2].

### Ludowa Republika Haven
- Esther McQueen – admirał Ludowej Marynarki, po wydarzeniach z opowiadania  Małe wsparcie ogniowe przejęła funkcję sekretarza wojny, stając się dowódcą całej Ludowej Marynarki. Opisywana jest jako chorobliwie ambitna i skłonna do poparcia Komitetu tylko, jeśli dzięki temu zyska jej pozycja. Mimo to jest w stanie zainspirować i skłonić do lojalności swoich podwładnych.
- Javier Giscard – admirał Ludowej Marynarki. Jest jednym z niewielu zdolnych dowódców Ludowej Marynarki, jednak po klęsce w Honor na wygnaniu stracił poparcie ze strony rządu. Po swojej rehabilitacji, która nastąpiła dzięki zaangażowaniu McQueen, został dowódcą operacji Ikar. Nie ufa McQueen.
- Lester Tourville – wiceadmirał Ludowej Marynarki, jeden z jej najzdolniejszych dowódców. Po śmierci Cordelii Ransom w systemie Cerberus (patrz: W rękach wroga) był przez długi czas razem ze swoją załogą przetrzymywany w areszcie domowym, co spowodowało, że jest negatywnie nastawiony do Komitetu. Pozostaje jednak patriotą Haven. Ma porywczą naturę, czego obraz stara się kultywować[3].

## Miejsca i okręty
- Hades – planeta w systemie Cerberus, używana przez rząd Ludowej Republiki jako więzienie. Posiada bardzo gorący, wilgotny klimat, a z wyjątkiem jednej, rzadko spotykanej rośliny nic, co na niej istnieje, nie nadaje się do spożycia przez człowieka. Posiada trzy kontynenty, na których rozrzucone są obozy więźniów, oraz wyspę Styks, na której mieści się zarząd więzienia. Istnienie i pozycja Hadesu są utrzymywane w sekrecie.
- Hancock – system planetarny objęty kontrolą Manticore. Nie posiada planet, a jedynie pas asteroid. Królewska Marynarka wykorzystuje go jako stocznię wojskową i obszar testowy eksperymentalnej technologii.
- Basilisk – system planetarny należący do Gwiezdnego Królestwa. Został do niego oficjalnie dołączony po wydarzeniach Placówki Basilisk. Obecnie znajduje się w nim olbrzymia baza Królewskiej Marynarki. Posiada jedną zamieszkaną planetę, Medusa.
- HMS Minotaur – pierwszy lotniskowiec Królewskiej Marynarki, zdolny do przenoszenia stu kutrów rakietowych. Powstał w ramach projektu rozwoju technologii „Anzio”, a jego istnienie utrzymywane jest w tajemnicy. Dowodzi nim Alice Truman[2].